# Берчулес
Берчулес (ісп. Bérchules) — муніципалітет в Іспанії, у складі автономної спільноти Андалусія, у провінції Гранада. Населення — 822 особи (2010).
Муніципалітет розташований на відстані близько 390 км на південь від Мадрида, 43 км на південний схід від Гранади.
На території муніципалітету розташовані такі населені пункти: (дані про населення за 2010 рік)
- Алькутар: 192 особи
- Берчулес: 630 осіб

## Демографія
Динаміка населення (INE ):

## Галерея зображень

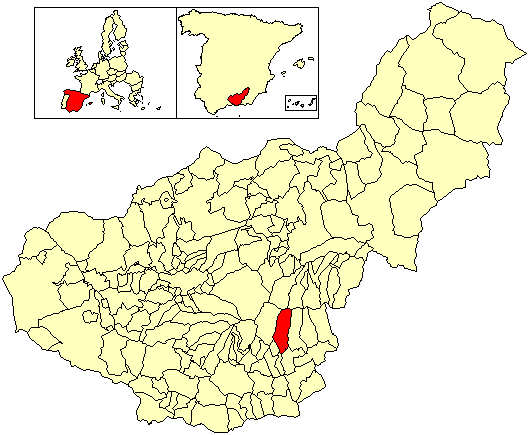
Розташування муніципалітету у провінції Гранада
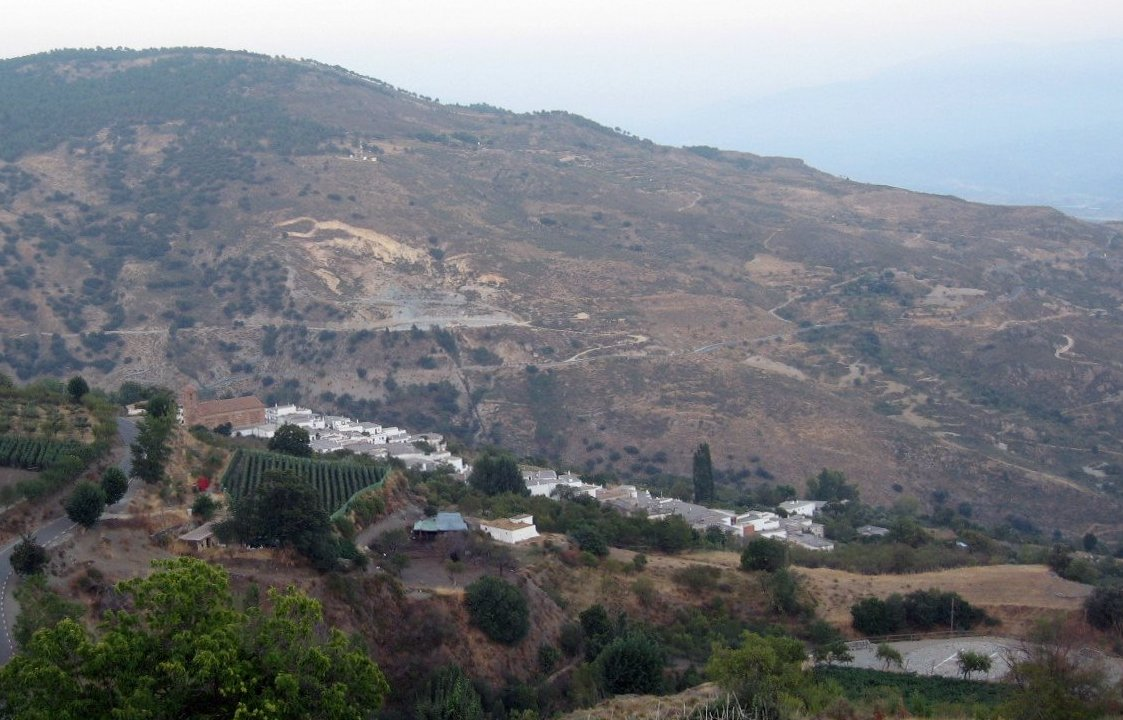
Берчулес (2009)